# Campionats del món de ciclocròs de 2019
Els Campionats del món de ciclocròs de 2019 van ser la 70a edició dels Campionats del món de ciclocròs. Les proves tingueren lloc el 2 i 3 de febrer de 2019 a Bogense, Nordfyn, a Dinamarca.

## Organització
Els Campionats del món van ser organitzats sota els auspicis de la Unió Ciclista Internacional. Va ser la segona vegada que Dinamarca acollia els campionats del món. El darrer cop havia estat el 1998.

## Resultats

### Homes
| Proves  | Or                   | Plata          | Bronze          |
| Elit    | Mathieu van der Poel | Wout Van Aert  | Toon Aerts      |
| Sub-23  | Tom Pidcock          | Eli Iserbyt    | Antoine Benoist |
| Júniors | Ben Tullett          | Witse Meeussen | Ryan Cortjens   |

### Dones
| Prova  | Or                   | Plata           | Bronze                     |
| Elit   | Sanne Cant           | Lucinda Brand   | Marianne Vos               |
| Sub-23 | Inge van der Heijden | Fleur Nagengast | Ceylin del Carmen Alvarado |

## Medaller
| Pos.  | País          | Or | Plata | Bronze | Total |
| 1     | Països Baixos | 2  | 2     | 2      | 6     |
| 2     | Regne Unit    | 2  | 0     | 0      | 2     |
| 3     | Bèlgica       | 1  | 3     | 2      | 6     |
| 4     | França        | 0  | 0     | 1      | 1     |
| Total | Total         | 5  | 5     | 5      | 15    |